# Америка (історичний район Гомеля)

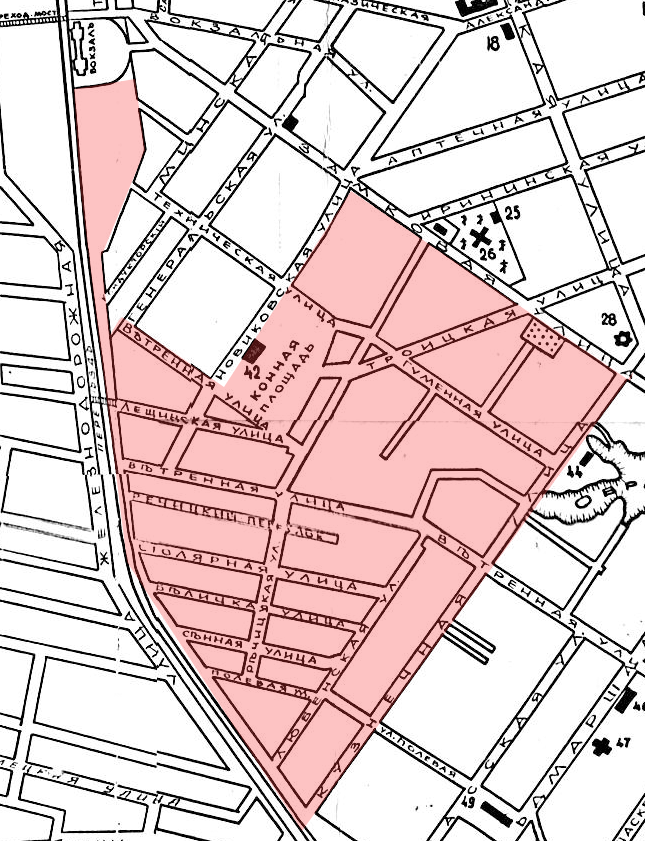
Територія Гомельської "Америки" (використаний план 1910 г.).

Америка (біл. Амерыка) – історичний район міста Гомеля, його колишня околиця. Сформувалася у 2-й пол. XIX - поч. XX століть як своєрідна «республіка», густо заселена міської біднотою, ремісниками, робітниками. Межами району служили: вулиця Ковальська (нині Інтернаціональна) на сході, Кінна площа (зараз територія Центрального ринку) на півночі, і полотно Лібаво-Роменської залізниці на заході.
Основні вулиці – Гагаріна, Кисельова, Червоноармійська, Селянська, Червоноармійський проїзд, Моїсеєнка (колишня Польова, Жданова), Нововітряна, Педченка, Речицька, Речицький проїзд, Сінна, Столярна та ін.